# Melis Babadağ
Melis Babadağ (* 17. Januar 1984 in Ankara) ist eine türkische Schauspielerin.

## Leben und Karriere
Melis Babadağ wurde am 17. Januar 1984 in Ankara geboren. Später zog sie mit ihrer Familie nach Adana. Sie studierte an der Marmara Üniversitesi. Ihr Debüt gab sie 2009 in der Fernsehserie Cam Kırıkları. Im selben Jahr war sie in Aile Saadeti zu sehen.
Von 2011 bis 2014 spielte sie in Pis Yedili mit. 2014 wurde Babadağ für die Serie Yeşil Deniz gecastet. Zwischen 2015 und 2019 war sie mit Yiğit Özer verheiratet. Babadağ ist außerdem Vorstandsmitglied der SosyalBen Foundation, die Kinder im Alter von 7 bis 13 Jahren unterstützt, die in benachteiligten Gebieten leben. Anschließend bekam sie 2019 eine Rolle in Aykut Enişte. Außerdem spielte sie 2022 in dem Film Aşk Çağırırsan Gelir die Hauptrolle.

## Filmografie
Filme
- 2009: İncir Reçeli
- 2011: Beni Unutma
- 2015: Kainan 1890
- 2016: Oğlan Bizim Kız Bizim
- 2017: Elimiz Mahkum
- 2019: Aykut Enişte
- 2020: Aşk Çağırırsan Gelir
- 2021: Aykut Enişte 2
- 2022: Aşk Çağırırsan Gelir

Serien
- 2009: Cam Kırıkları
- 2009: Aile Saadeti
- 2010: Geniş Aile
- 2011–2014: Pis Yedili
- 2014: Mihrap Yerinde
- 2014: Yeşil Deniz
- 2021: Barbaroslar: Akdeniz'in Kılıcı
- 2022: İlginç Bazı Olaylar